# Chrysosplenium niitakayamense
Chrysosplenium niitakayamense är en stenbräckeväxtart som beskrevs av Masamune. Chrysosplenium niitakayamense ingår i släktet gullpudror, och familjen stenbräckeväxter. Inga underarter finns listade i Catalogue of Life.